# C12H16
化学式C12H16（摩尔质量：160.26 g/mol，不饱和度为5）可指：
- 环己基苯，CAS号：827-52-1
- 1-乙炔基金刚烷，CAS号：40430-66-8

|  | 这个同类索引页列出了具有相同分子式的化学物（即同分異構體）条目。 除非您是有意链接至本页，否则应将相应条目的内部链接指向正确的条目。 |